# 헝거 게임: 더 파이널
《헝거 게임: 더 파이널》(영어: The Hunger Games: Mockingjay – Part 2)은 2015년 개봉한 《헝거 게임: 모킹제이 - 파트 1》의 속편으로, 《헝거 게임 영화 시리즈》의 마지막 편이다.

## 캐스팅
- 제니퍼 로렌스 - 캣니스 에버딘 (Katniss Everdeen)
- 조시 허처슨 - 피타 멜라크 (Peeta Mellark)
- 리엄 헴스워스 - 게일 호손 (Gale Hawthorne)
- 우디 해럴슨 - 헤이미치 애버내시 (Haymitch Abernathy)